# هاوردال
هاوردال (به سوئدی: Haverdal) یک سکونتگاه مسکونی در سوئد است که در شهر هالمستاد واقع شده‌است.

## خصوصیات
هاوردال ۲٫۵۱ کیلومترمربع مساحت و ۱٬۴۳۷ نفر جمعیت دارد.